# Монітори типу «Еребус»
Монітори типу «Еребус» (англ. Erebus class monitor) — два монітори Королівського флоту у 20 столітті, головним озброєнням яких були дві гармати 15-inch /42 Mk 1 у єдиній башті. Це монітори «Erebus» та «Terror». Обидва увійшли у стрій у 1916 і активно застосовувались для обстрілів окупованого німцями узбережжя Бельгії під час Першої світової війни. Після її завершення відправлені у резерв, але знову вступили у стрій після початку Другої світової війни. у ході бойових дій «Terror» було втрачено 1941 року, а «Erebus» уцілів і був розібраний на метал у 1946.

## Кораблі
- «Еребус» був побудований Harland і Wolff у Говані. Він був закладений 12 жовтня 1915 року, спущений на воду 19 червня 1916 року і увійшов до складу флоту в вересні 1916 року. Побачивши службу в обох світових війнах, «Еребус» був розібраний на метал у 1946 році.
- «Террор» був побудований Harland і Wolff у Белфасті. Він був закладений 26 жовтня 1915 року, спущений на воду 18 травня 1916 року і увійшов до складу флоту в серпні 1916 року. Активно використовувався в обох Світових війнах. «Террор» був затоплений в Середземномор'ї 23 лютого 1941 року, після того, як попереднього дня зазнав серйозних пошкоджень внаслідок удару бомбардувальників Люфтваффе Ju 88.[1]

## Служба
Монітори цього типу використовувались переважно для обстрілів берегових цілей. Під час Першої світової війни вони діяли біля окупованого німцями бельгійського узбережжя, бомбардуючи німецькі військово-морські бази у Остенде і Зебрюгге. «Еребус» був пошкоджений радіокерованим катером, начиненим вибухівкою, а «Террор» вразили торпедами торпедні катери.
Обидва кораблі були розміщені в резерв між Світовими війнами, але повернулися на службу у Другій світовій війні, коли їх знову були використані для забезпечення вогневої підтримки британських військ.
«Еребус» брав участь у забезпеченні висадки у Нормандії, як частина Task Force O навпроти «Omaha beach».

## У популярній культурі
Роман Дугласа Рімана (Douglas Reeman) 1965 року «H.M.S. Saracen» являє собою вигаданий опис служби монітора типу «Еребус» на Середземному морі під час обох Світових війн.